# Mesoleptus exiguus
Mesoleptus exiguus är en stekelart som först beskrevs av Forster 1876.  Mesoleptus exiguus ingår i släktet Mesoleptus och familjen brokparasitsteklar. Inga underarter finns listade i Catalogue of Life.